# Аланин
Аланинът (2-аминопропанова киселина, съкр. Ala or A) е α-аминокиселина с химическа формула CH3CH(NH2)COOH. Кодоните му са GCU, GCC, GCA, и GCG.
α-аланинът влиза в състава на много белтъци, а β-аланинът – в състава на редица биологически активни съединения.
В черния дроб аланинът лесно се преобразува в глюкоза и обратно. Този процес се нарича глюкозо-аланинов цикъл и представлява един от основните механизми за биохимичен синтез на глюкоза в организма.
Трансаминирането на пирувата образува аланин – най-вече в периферните тъкани, особено мускулите.

## Глюкозо-аланинов цикъл
Свободните аминокиселини, особено аланин и глутамин, се освобождават от мускулите в циркулация. Аланинът се екскретира основно от черния дроб, а глутаминът се екскретира от червата и бъбрека, и двата от които конвертират значително количество аланин. Глутаминът служи също и като източник на амоняк за екскреция от бъбрека (амониогенеза). Бъбрекът е основен източник на серин за приемане от периферните тъкани, включително черен дроб и мускули. Аминокиселините с разклонена верига, особено валин, се освобождават от мускулите и се поемат предимно от мозъка.
Аланинът е ключова глюконеогенна аминокиселина. Скоростта на чернодробната глюконеогенеза от аланина е много по-висока, отколкото при останалите аминокиселини. Капацитетът на черния дроб за глюконеогенеза от аланин не достига до насищане, докато концентрацията на аланин не достигне 20 до 30 пъти над нормалните физиологични нива. След прием на храна, богата на протеини, спланхничните тъкани освобождават аминокиселини, докато периферните тъкани екстрахират аминокиселини – и в двата случая предимно аминокиселини с разклонена верига. По този начин аминокиселините с разклонена верига играят специфична роля в азотния метаболизъм. При гладуване те осигуряват на мозъка източник на енергия.